# اتا بره
اتا بره یک ستاره است که در صورت فلکی برج حمل قرار دارد.